# Albert Mosse
Isaac Albert Mosse (1er octobre 1846 - 31 mai 1925) est un juge et juriste allemand qui est conseiller étranger au Japon pendant l'ère Meiji. Il travaille notamment à l'élaboration de la constitution Meiji.

## Biographie
Moss est issu d'une famille juive de Grätz dans le Grand-duché de Posen en Prusse. Son père, le docteur Markus Moses, est un éminent médecin, et le plus célèbre de ses six frères est Rudolf Mosse. Il est l'époux de Caroline Meyer (1859-1934), et le père de l'avocate Martha Mosse (1884-1977) et de l'historienne de l'art Dora Mosse Panofsky (1885-1965).
Mosse fréquente les gymnasiums de Lissa et de Guben. Il commence à étudier le droit en 1865 à l'université de Berlin grâce au soutien financier de ses frères aînés, et passa son premier examen d'État en 1868, et son second en 1873. Il devient ensuite l'assistant d'un juge en 1875, et obtient le poste de juge de comté en 1876 à Spandau. Puis il devient juge d'État à Berlin, la plus haute fonction qu'un Juif puisse obtenir à l'époque.
En 1882, à la demande du gouvernement allemand, Mosse rencontre le premier ministre du Japon, Hirobumi Itō, et son groupe de fonctionnaires et d'universitaires, qui visitent alors l'Europe pour étudier les différentes formes de gouvernement, et il donne une série de conférences sur le droit constitutionnel. Mosse a ainsi convaincu Hirobumi qu'une monarchie constitutionnelle sur le modèle prussien est le mieux pour le Japon.
En 1886, Mosse est invité au Japon pour un contrat de trois ans en tant que conseiller étranger par le gouvernement du Japon afin d'aider Hirobumi Itō et Kowashi Inoue dans l'élaboration d'une constitution pour le Japon. Il travaille par la suite sur d'autres textes juridiques importants, sur des accords internationaux et des contrats, et est conseiller du Cabinet au Ministère japonais des Affaires intérieures, aidant le premier ministre Aritomo Yamagata à établir des projets de loi et des systèmes pour le gouvernement. Il vit au Japon de 1886 à 1890.
Après avoir quitté ce pays, Mosse s'installe à Königsberg et devient juge de la Cour suprême. Il est nommé doctor honoraris de l'université de Königsberg en 1903, puis devient professor hononaris en droit procédural et droit commercial. Après sa retraite en 1907, il s'installe à Berlin où il est membre du conseil municipal, et aide l'administration locale sur diverses questions juridiques. Il s'implique également dans les affaires de la communauté juive.

## Œuvres
Nouvelle édition des Commentaires de F. Litthauer sur le code du commerce 1905-1927.